# Famille Tolvay
La famille Tolvay de Köpösd (en hongrois : köpösdi Tolvay család) était une famille aristocratique hongroise.